# XHG-C3
XHG-C3 ist eine 1983 erschienene frankobelgische Comicserie. 

## Hintergrund
Die Abenteuer der Raumfahrerin Honey, die die Erde vor der Zerstörung rettet, schrieb und zeichnete William Vance. Die Zeichnungen wurden mit Hilfe der Direktkolorierung ausgeführt.  Der Vorabdruck erfolgte 1983 in der belgischen Frauenzeitschrift Femme d’Aujourd’hui. Gibraltar gab die französische und die deutsche Ausgabe heraus.

## Geschichten
- Das rebellische Raumschiff[5] (Le vaisseau rebelle, Femme d’Aujourd’hui, 1983, 15 Seiten)
- Die Erde meiner Vorfahren (La terre de nos ancêtres, Femme d’Aujourd’hui, 1983, 17 Seiten)